# Josie and the Pussycats (fumetto)
Josie and the Pussycats (già She's Josie e Josie) è una serie a fumetti umoristica per adolescenti in formato comic book incentrata su una immaginaria omonima rock band creata da Dan DeCarlo e pubblicata negli Stati Uniti d'America dalla Archie Comics.
La serie è stata adattata in un cartone animato del sabato mattina da Hanna-Barbera Productions nel 1970 e in un film live-action di Universal Studios e Metro-Goldwyn-Mayer nel 2001. Due album sono stati registrati con il nome di Josie e Pussycats: uno come colonna sonora per la serie di cartoni animati, l'altra come colonna sonora per il film. La band appare anche nella serie drammatica The CW, Riverdale.

## Storia editoriale
Venne pubblicata dal 1963 al 1982; successivamente vennero pubblicati vari one-shot privi di regolarità. All'interno del programma di rilancio editoriale New Riverdale, venne pubblicata una seconda serie omonima esordita a settembre 2016.

## Altri media
Dalla serie venne tratta una trasposizione televisiva a cartoni animati, Josie e le Pussycats, trasmessa all'interno del Saturday morning cartoon e prodotta da Hanna-Barbera nel 1970 e un lungometraggio omonimo in live-action nel 2001. Vennero prodotti anche due album musicali come colonne sonore per la serie televisiva e per il film.